# Buet linje på rectusskeden
Den buet linje på rectusskeden, linea semicircularis eller Douglaslinjen er en horisontal linje der demarkerer den nedre grænse af det posteriore lag af rectusskeden. Den viser også hvor de inferiore epigastriske kar perforerer rectus abdominis.